# Jaume Obrador Soler (escriptor)
|  | Aquest article tracta sobre l'escriptor. Si cerqueu l'activista social, vegeu «Jaume Obrador Soler (activista social)». |

Jaume Obrador Soler va néixer a Felanitx, Mallorca, l'any 1748 i va morir a Palma, Mallorca, l'any 1803. Va ser escriptor, doctor en teologia i prevere, també fou rector de les parròquies d'Andratx i Bunyola i del Seminari conciliar de Sant Pere. Entre els seus escrits abunden els discursos morals. Entre algunes de les seves obres destaca El sermó del celestiá cingul del angelic doctor Sant Tomas de Aquino. Deixà inèdits estudis d'astronomia i de química, a més de poesies en català i en castellà.